# Campanha do Adriático (Segunda Guerra Mundial)
A Campanha do Adriático da Segunda Guerra Mundial foi uma pequena campanha naval travada durante a Segunda Guerra Mundial entre as marinhas grega, iugoslava e italiana, a Kriegsmarine e os esquadrões do Mediterrâneo do Reino Unido, França e as forças navais dos Partisans Iugoslavos. Considerada uma parte um tanto insignificante da guerra naval na Segunda Guerra Mundial, ela ainda assim viu desenvolvimentos interessantes, dada a especificidade do litoral da Dalmácia.

## Prelúdio – Invasão italiana da Albânia
Em 7 de abril de 1939, as tropas de Mussolini ocuparam a Albânia, derrubaram o rei Zog e anexaram o país ao Império Italiano. As operações navais no Adriático consistiam principalmente na organização do transporte através dos portos de Taranto, bem como no bombardeio costeiro em apoio aos desembarques na costa albanesa. As forças navais italianas envolvidas na invasão da Albânia incluíam os navios de guerra Giulio Cesare e Conte di Cavour, três cruzadores pesados, três cruzadores leves, nove contratorpedeiros, quatorze torpedeiros, um lançador de minas, dez navios auxiliares e nove navios de transporte.  Os navios foram divididos em quatro grupos, que realizaram desembarques em Vlorë, Durrës, Sarandë e Shëngjin. 
Quando a Itália entrou na Segunda Guerra Mundial, em 10 de junho de 1940, as principais bases navais da Marinha Italiana no Mar Adriático eram Veneza, Brindisi e Pola . O norte do Adriático estava sob a jurisdição do Comando Naval Autônomo do Norte do Adriático, com sede em Veneza e comandado pelo vice-almirante Ferdinando de Saboia (substituído pelo almirante Emilio Brenta pouco antes do armistício com os Aliados); o sul do Adriático estava sob a jurisdição do Comando Naval do Sul do Adriático, com sede em Brindisi e comandado pelo almirante Luigi Spalice. O vice-almirante Vittorio Tur era o comandante naval da Albânia, com quartel-general em Durrës. Comandos navais também existiam em Pola (sede da escola de submarinos da Marinha Italiana) e Lussino. 
As forças navais italianas no Adriático, no início da guerra, incluíam os contratorpedeiros Carlo Mirabello e Augusto Riboty e o 7º Esquadrão de Torpedeiros (Angelo Bassini, Nicola Fabrizi, Enrico Cosenz e Giacomo Medici) em Brindisi, o 15º Esquadrão de Torpedeiros (Palestro, Confienza, San Martino e Solferino) em Veneza, a canhoneira Ernesto Giovannini em Pola, o 2º Esquadrão MAS (quatro barcos) em Pola, o 3º Esquadrão MAS (dois barcos) em Brindisi e vários lançadores de minas (as águas relativamente rasas do Mar Adriático eram particularmente favoráveis à guerra de minas). Sete submarinos estavam baseados em Brindisi: Balilla, Domenico Millelire, Enrico Toti e Antonio Sciesa (pertencentes ao 40º Esquadrão de Submarinos), Brin (do 42º Esquadrão), Anfitrite (44º Esquadrão) e Ondina (48º Esquadrão).  

## Guerra Greco-Italiana
A Guerra Greco-Italiana durou de 28 de outubro de 1940 a 30 de abril de 1941 e fez parte da Segunda Guerra Mundial. As forças italianas invadiram a Grécia e obtiveram ganhos limitados. No início das hostilidades, a Marinha Real Helênica era composta pelo antigo cruzador Georgios Averof, 10 contratorpedeiros (quatro antigos da classe Thiria, quatro relativamente modernos da classe Dardo e dois novos da classe Greyhound), vários torpedeiros e seis submarinos antigos. Diante da formidável Regia Marina, seu papel era limitado principalmente a tarefas de patrulha e escolta de comboios no Mar Egeu. Isso foi essencial tanto para a conclusão da mobilização do Exército quanto para o reabastecimento geral do país, já que as rotas do comboio estavam ameaçadas por aeronaves e submarinos italianos operando nas Ilhas do Dodecaneso. No entanto, os navios gregos também realizaram operações ofensivas limitadas contra navios italianos no Estreito de Otranto. 
Do lado italiano, as operações de comboio entre a Itália e a Albânia estavam sob a responsabilidade do Alto Comando para o Tráfego com a Albânia ( Comando Superiore Traffico Albania, Maritrafalba), estabelecido em Valona em 5 de outubro de 1940 e inicialmente mantido pelo Capitão Romolo Polacchini.  As forças de Maritrafalba incluíam dois antigos MirabelloMirabello, onze torpedeiros igualmente antigos (pertencentes às classes Palestro, Curtatone, Sirtori, Generali e La Masa), quatro mais modernos da SpicaSpica do 12º Esquadrão de Torpedeiros, quatro cruzadores auxiliares e quatro MAS do 13º Esquadrão MAS.  As principais rotas de abastecimento italianas eram de Brindisi a Valona e de Bari a Durrës. 
Os contratorpedeiros gregos realizaram três ataques noturnos ousados, mas infrutíferos (14–15 de novembro de 1940, 15–16 de dezembro de 1940 e 4–5 de janeiro de 1941). Os principais sucessos gregos vieram dos submarinos, que conseguiram afundar alguns transportes italianos (os gregos também perderam um submarino no processo), mas a força submarina grega era muito pequena para ser capaz de dificultar seriamente as linhas de abastecimento entre a Itália e a Albânia; entre 28 de outubro de 1940 e 30 de abril de 1941, os navios italianos fizeram 3.305 viagens através do estreito de Otranto, transportando 487.089 militares (incluindo 22 divisões de campo) e 584.392 toneladas de suprimentos, perdendo no total apenas sete navios mercantes e um navio de escolta.  Embora a Regia Marina tenha sofrido severas perdas em navios capitais da Marinha Real Britânica durante o ataque a Tarento, cruzadores e contratorpedeiros italianos continuaram a operar cobrindo os comboios entre a Itália e a Albânia. Além disso, em 28 de novembro, um esquadrão italiano bombardeou Corfu, enquanto em 18 de dezembro e 4 de março, unidades navais italianas bombardearam posições costeiras gregas na Albânia.  
O único confronto de superfície entre a Regia Marina e a Marinha Real ocorreu na noite de 11 a 12 de novembro de 1940, quando um esquadrão britânico de três cruzadores leves e dois contratorpedeiros atacou um comboio de retorno italiano composto por quatro navios mercantes escoltados pelo cruzador auxiliar Ramb III e pelo torpedeiro Nicola Fabrizi, na Batalha do Estreito de Otranto. Todos os quatro navios mercantes foram afundados, e o Nicola Fabrizi ficou seriamente danificado. Em março de 1941, bombardeiros torpedeiros Fairey Swordfish da Fleet Air Arm, com sede em Paramythia, Grécia, atacaram o porto de Valona várias vezes, afundando um navio mercante, um barco torpedeiro e o navio-hospital Po; a Regia Aeronautica então descobriu a base aérea e a bombardeou, deixando-a inoperante por algumas semanas. Em abril, o campo aéreo voltou a funcionar e outro ataque a Valona foi realizado, afundando mais dois navios mercantes; no mesmo dia, no entanto, as forças alemãs iniciaram sua invasão à Grécia, e a base em Paramythia foi bombardeada pela Luftwaffe e permanentemente destruída.  

## Invasão da Iugoslávia
A Invasão da Iugoslávia (também conhecida como Operação 25) começou em 6 de abril de 1941 e terminou com a rendição incondicional do Exército Real Iugoslavo em 17 de abril. As potências invasoras do Eixo (Alemanha Nazista, Itália Fascista e Hungria) ocuparam e desmembraram o Reino da Iugoslávia. 
Quando a Alemanha e a Itália atacaram a Iugoslávia em 6 de abril de 1941, a Marinha Real Iugoslava tinha disponíveis três contratorpedeiros, dois submarinos e 10 MTBs como as unidades mais eficazes da frota. Outro contratorpedeiro, o Ljubljana, estava em doca seca no momento da invasão e ele e seus canhões antiaéreos foram usados na defesa da base da frota em Kotor. O restante da frota era útil apenas para defesa costeira e escolta local e trabalho de patrulha. 
Kotor (Cattaro) ficava perto da fronteira albanesa e da frente ítalo-grega ali, mas Zara (Zadar), um enclave italiano, ficava a noroeste da costa e, para evitar que uma cabeça de ponte fosse estabelecida, o Beograd, quatro dos antigos barcos torpedeiros e seis MTBs foram despachados para Šibenik, 80 km ao sul de Zara, em preparação para um ataque. O ataque seria coordenado com a 12ª Divisão de Infantaria "Jadranska" e dois Odred (regimentos combinados) do Exército Real Iugoslavo atacando da área de Benkovac, apoiados por ataques aéreos do 81º Grupo de Bombardeiros da Força Aérea Real Iugoslava. 
As forças iugoslavas lançaram o seu ataque em 9 de abril, mas em 13 de abril as forças italianas sob o comando do general Vittorio Ambrosio contra-atacaram e estavam em Benkovac em 14 de abril.  A vertente naval do ataque vacilou quando Beograd foi danificado por quase acidentes de aeronaves italianas em Šibenik. Com o motor de estibordo fora de ação, ela mancou até Kotor, escoltada pelo restante da força, para reparos.  Os ataques aéreos italianos em Kotor danificaram gravemente o lançador de minas Kobac, que foi encalhado para evitar o naufrágio. 
Os hidroaviões de patrulha marítima da Força Aérea Real Iugoslava realizaram missões de reconhecimento e ataque durante a campanha, além de fornecer cobertura aérea para operações de colocação de minas em Zara. Suas operações incluíram ataques ao porto albanês de Durrës, bem como ataques contra comboios de reabastecimento italianos para a Albânia. Em 9 de abril, um hidroavião Dornier Do 22 K enfrentou um comboio italiano de 12 navios a vapor com uma escolta de oito contratorpedeiros que cruzavam o Adriático durante o dia, atacando sozinho diante do intenso fogo AA.  No entanto, nenhum navio italiano foi afundado pelas forças iugoslavas; um petroleiro italiano foi considerado danificado por um quase acidente na costa italiana, perto de Bari . A maior parte da pequena frota iugoslava (o antigo cruzador Dalmacija, três contratorpedeiros, seis torpedeiros, três submarinos, onze lançadores de minas e vários navios auxiliares) foi apreendida pelas forças terrestres italianas em suas bases em Split e Kotor, e posteriormente recomissionada sob bandeira italiana.  Apenas quatro navios iugoslavos escaparam à captura: o submarino Nebojsa e dois barcos torpedeiros a motor navegaram para portos controlados pelos Aliados, enquanto o Zagreb foi afundado para evitar a captura. 

## Ocupação italiana e resistência iugoslava

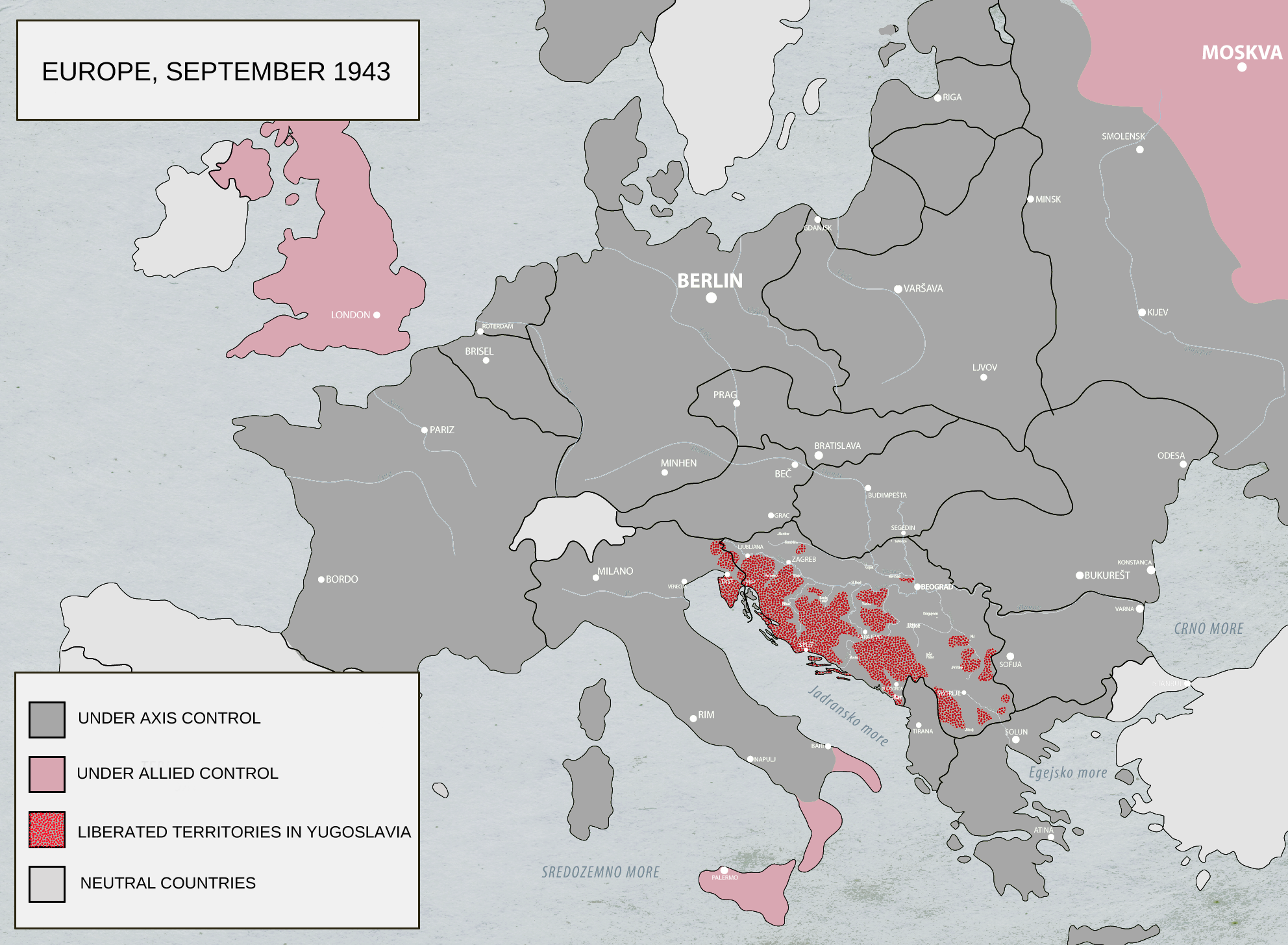
Capitulação da Itália e revolta na Iugoslávia ocupada em 1943

Após a invasão, a Itália controlou toda a costa oriental do Adriático por meio da anexação de grande parte da Dalmácia, da zona de ocupação italiana do Estado Independente da Croácia, da província italiana de Montenegro e do regime fantoche italiano do Reino Albanês (1939-1943).
As forças navais dos guerrilheiros iugoslavos foram formadas em 19 de setembro de 1942, quando os guerrilheiros na Dalmácia formaram sua primeira unidade naval composta de barcos de pesca, que gradualmente evoluíram (especialmente após o armistício entre a Itália e os Aliados) para uma força capaz de conduzir operações anfíbias complexas. Este evento é considerado a fundação da Marinha Iugoslava. No seu auge, durante a Segunda Guerra Mundial, a Marinha dos Partisans Iugoslavos comandava nove ou 10 navios armados, 30 barcos de patrulha, cerca de 200 navios de apoio, seis baterias costeiras e vários destacamentos partisans nas ilhas, cerca de 3.000 homens. 
Após a capitulação italiana de 8 de setembro de 1943, após a invasão aliada da Itália, os guerrilheiros tomaram a maior parte da costa e todas as ilhas. Em 26 de outubro, a Marinha dos Partisans Iugoslavos foi organizada primeiro em quatro e depois em seis Setores Costeiros Marítimos (Pomorsko Obalni Sektor, POS). A tarefa das forças navais era garantir a supremacia no mar, organizar a defesa da costa e das ilhas e atacar o tráfego marítimo e as forças inimigas nas ilhas e ao longo das costas.  

### Atividade submarina britânica
Após a queda da Grécia e da Iugoslávia, o controle italiano completo de ambas as costas do Adriático e a distância das bases navais e aéreas britânicas significaram o fim de todas as operações aéreas e de superfície britânicas no Mar Adriático. Da primavera de 1941 a setembro de 1943, a atividade da Marinha Real no Adriático foi limitada a operações submarinas, principalmente no sul do Adriático; os comboios italianos através do Adriático sofreram perdas insignificantes. Entre junho de 1940 e setembro de 1943, apenas 0,6% do pessoal e 0,3% dos suprimentos enviados da Itália para a Albânia e Grécia foram perdidos; dois terços dessas perdas foram causadas por submarinos, principalmente britânicos.   Quatro submarinos da Marinha Real foram perdidos no Adriático, provavelmente devido a minas.  Os navios de superfície britânicos retornaram ao Adriático após o armistício de setembro de 1943, quando as forças muito mais fracas da Kriegsmarine continuaram sendo o único oponente. 

## Ocupação alemã
Como primeiro movimento (Operação Wolkenbruch ), os alemães correram para ocupar os portos do norte do Adriático, Trieste, Rijeka e Pula, e estabeleceram a Zona Operacional Costa do Adriático (OZAK), com sede em Trieste, em 10 de setembro. Compreendeu as províncias de Udine, Gorizia, Trieste, Pula (Pola), Rijeka (Fiume) e Liubliana (Lubiana). Como se previa um desembarque aliado na área, o OZAK também hospedou um substancial contingente militar alemão, a Befehlshaber Operationszone Adriatisches Küstenland comandada pelo General der Gebirgstruppe Ludwig Kübler. Em 28 de setembro de 1944, essas unidades foram redesignadas como XCVII Armeekorps. Logo, unidades de fuzileiros navais alemães também foram formadas.  O envolvimento da Marinha Real também estava aumentando. 

### Marinha alemã no Adriático
Vizeadmiral Joachim Lietzmann foi o almirante comandante da Alemanha, o Adriático (Kommandierender Admiral Adria).  Inicialmente, a área de operação ia de Fiume a Valona, e a área da costa ocidental estava sob a jurisdição da marinha alemã para a Itália (Deutsches Marinekommando Italien). A linha de demarcação entre os dois comandos navais correspondia à linha entre o Grupo Armado F (Balcãs) e o Grupo Armado E (Itália), atuando como fronteira entre a República Social Italiana (RSI) e o Estado Independente da Croácia (NDH). Logo, por insistência de Lietzmann, a área de operação foi estendida para incluir toda a Ístria até a foz do Tagliamento, correspondência com a linha de fronteira entre a República Social Italiana e a área da Zona Operacional do Litoral Adriático (OZAK). 
Uma das primeiras operações foi a Operação Herbstgewitter. Isso consistiu no desembarque de tropas alemãs nas ilhas de Krk, Cres e Lošinj em novembro de 1943. Os alemães usaram alguns navios antigos, como o cruzador SMS Niobe e o cruzador auxiliar Ramb III. Durante a ação, as ilhas foram libertadas das forças guerrilheiras e Niobe, com dois S-boats, conseguiu capturar uma missão militar britânica na ilha de Lošinj. 
Gradualmente, a marinha alemã foi reforçada, principalmente com antigos navios italianos encontrados em fase avançada de construção nos estaleiros de Fiume e Trieste. A unidade naval mais forte foi a 11ª Sicherungsflotille. Formado em maio de 1943 em Trieste como 11. Küstenschutzflottille, em dezembro de 1943 foi designada 11. Sicherungsflottille. Foi empregado na proteção das comunicações marítimas no Adriático, principalmente contra ataques navais de guerrilha. Em 1º de março de 1944, a Flotilha foi ampliada e renomeada como 11. Sicherungsdivision. 

### Ocupação da Dalmácia
Até o final de 1943, as forças alemãs avançavam para a Dalmácia após a capitulação da Itália.
No final de 1943, os Aliados realizaram uma grande evacuação da população civil da Dalmácia, fugindo da ocupação alemã, e em 1944 os transferiram para o campo de refugiados de El Shatt, no Egito. 

### Ilha de Vis

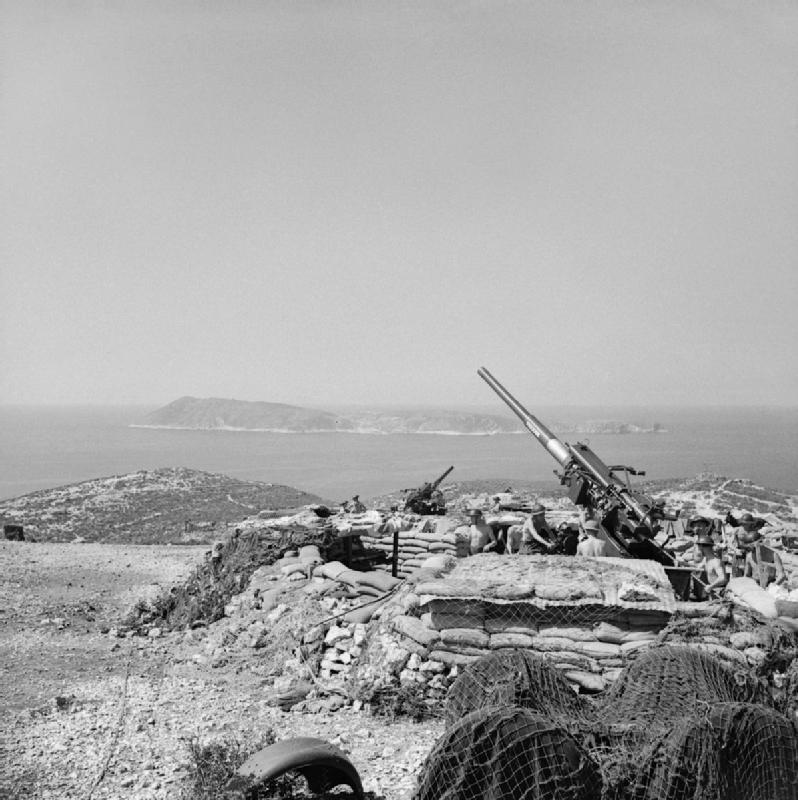
Canhões de 3,7 polegadas do 64º Regimento Antiaéreo Pesado Britânico na ilha de Vis, na costa da Iugoslávia, em agosto de 1944

Em 1944, apenas a ilha de Vis permaneceu desocupada pelos alemães, e as tropas iugoslavas e britânicas foram encarregadas de preparar as suas defesas contra a invasão alemã posteriormente cancelada (Operação Freischütz).  A ilha tinha cerca de 23km de comprimento e 13km de largura, com um contorno predominantemente montanhoso e uma planície no centro coberta de vinhas, parte das quais foi removida para dar lugar a uma pista de pouso a cerca de 690m de comprimento, de onde operavam quatro Spitfires da Força Aérea dos Balcãs. No extremo oeste da ilha ficava o Porto de Komiža, enquanto no outro extremo ficava o Porto de Vis; eles eram conectados pela única estrada boa que atravessava a planície. Vis foi organizada como uma grande fortaleza, mantida até o final da Segunda Guerra Mundial. 
Em 1944, o quartel-general de Tito mudou-se para lá e, eventualmente, mais de 1.000 soldados britânicos foram incluídos na defesa de Vis. As forças britânicas na ilha eram chamadas de Forças Terrestres do Adriático e estavam sob o comando do Brigadeiro George Daly. A força era composta pelos Comandos nº 40 e nº 43 (Royal Marine) da 2ª Brigada de Serviços Especiais, a 2º Brigada de Infantaria Ligeira das Terras Altas e outras tropas de apoio. Várias embarcações da Marinha Real operavam nos dois portos. As forças do marechal Tito somavam cerca de 2.000 homens. Vis funcionou como o centro político e militar dos territórios libertados, até a libertação de Belgrado no final de 1944. 
Uma figura notável foi o capitão canadense Thomas G. Fuller, filho do arquiteto chefe do domínio canadense Thomas William Fuller, que em 1944 assumiu o comando da 61ª flotilha do MGB. Operando a partir de Vis, ele abastecia os guerrilheiros pirateando navios de suprimentos alemães. Ele conseguiu afundar ou capturar 13 barcos de suprimentos alemães, esteve envolvido em 105 tiroteios e outras 30 operações onde não houve tiros. Caracteristicamente para o teatro de operações iugoslavo, Fuller atribuiu boa parte do seu sucesso às ameaças de gelar o sangue proferidas pelo guerrilheiro iugoslavo que tripulava o megafone do MGB: uma escuna de 400 toneladas foi capturada com toda a sua carga e cuja tripulação desistiu sem lutar devido à explicação do que lhes seria feito pessoalmente, com facas, se desobedecessem. 

### Libertação da Dalmácia
As forças navais britânicas no Oriente Médio operando no Mar Adriático estavam sob o comando do Oficial de Bandeira Taranto e do Adriatic & Liaison with the Italians (FOTALI). Todas as forças navais eram controladas de Taranto e operavam em estreita coordenação com as operações de ataque costeiro conduzidas pela BAF. Os iugoslavos usaram unidades da marinha britânica para transportar materiais e homens, mas especialmente para desembarcar nas ilhas da Dalmácia para libertá-las da ocupação alemã. 
Durante o período Vis, os guerrilheiros realizaram vários desembarques marítimos nas ilhas da Dalmácia com a ajuda da Marinha Real e de comandos: 
- Korcula
- Šolta – Operação Detained
- Hvar – Operação Endowment
- Mljet – Operação Farrier
- Brač – Operação Flounced

A Marinha Francesa também se envolveu na primeira metade de 1944, com a 10ª Divisão de Cruzadores Leves composta pelos contratorpedeiros Le Fantasque, Le Terrible e Le Malin, fazendo varreduras em alta velocidade no Adriático, destruindo comboios alemães. Uma ação notável foi a Batalha de Ist, em 29 de fevereiro de 1944, onde uma força de comboio alemã de duas corvetas e dois barcos torpedeiros escoltaram um cargueiro apoiado por três caça-minas. Os franceses conseguiram destruir o cargueiro alemão e uma corveta sem perdas antes de se retirarem. 
Na segunda metade de 1944, a Marinha Real enviou uma flotilha de contratorpedeiros para o Adriático. O maior confronto ocorreu em 1º de novembro, quando os contratorpedeiros HMS Avon Vale e Wheatland patrulhavam as rotas costeiras de navegação ao sul de Lussino. Naquela noite, duas corvetas inimigas (UJ-202 e UJ-208) foram avistadas. Os dois contratorpedeiros abriram fogo a uma distância de 3700m. Em menos de 10 minutos, os navios inimigos foram reduzidos a meros sucata, os dois navios britânicos estavam circulando o inimigo e despejando um fogo devastador de pom-pom e tiros de canhão de pequeno calibre. Quando a primeira corveta foi afundada, o Avon Vale fechou para resgatar os alemães enquanto o Wheatland continuou a atirar na segunda corveta, que acabou explodindo. Dez minutos depois, os britânicos foram atacados pelo contratorpedeiro alemão Torpedoboot Ausland TA20 (ex-contratorpedeiro italiano Audace ), que apareceu de repente em cena. Quando os dois navios britânicos direcionaram seus fogos contra ela e o contratorpedeiro inimigo foi afundado. Mas enquanto a campanha do Adriático continuou até o fim da guerra, os Hunts não voltaram a enfrentar grandes navios de guerra alemães, embora a marinha alemã estivesse constantemente lançando e comissionando tipos de contratorpedeiros leves dos estaleiros de Trieste e Fiume. Em 14 de dezembro, HMS Aldenham se tornou o último contratorpedeiro britânico perdido na Segunda Guerra Mundial quando atingiu uma mina ao redor da ilha de Škrda. 
Para impedir a entrada no Adriático Norte nos últimos dois anos da Segunda Guerra Mundial, a Alemanha espalhou milhares de minas e bloqueou todos os portos e canais. Muitos campos minados subaquáticos estavam situados em mar aberto. A varredura de minas era executada por navios britânicos equipados com tecnologia especial de varredura de minas. Em 5 de maio de 1945, o arrastão da classe Shakespeare HMS Coriolanus atingiu uma mina enquanto varria o mar em frente a Novigrad. 

## Desembarques aliados planejados
Os Aliados, inicialmente por iniciativa francesa do general Maxime Weygand, planejaram desembarques na área de Tessalônica. Embora descartada pelos britânicos, mais tarde Winston Churchill defendeu tal opção de desembarque. A chamada estratégia do intervalo de Liubliana provou ser, no fim das contas, pouco mais que um blefe, devido à recusa e ao ceticismo americanos sobre toda a operação. No entanto, o comando britânico planejou várias operações de desembarque na Dalmácia e na Ístria, com o nome de código ARMPIT e um plano mais ambicioso, GELIGNITE.  Diante da oposição americana, as tentativas britânicas foram marcadas pelo envio de uma força aérea chamada FAIRFAX para a área de Zadar, e um destacamento de artilharia chamado FLOYD FORCE também para a Dalmácia, mas devido à obstrução iugoslava, tais tentativas cessaram. No entanto, o blefe funcionou, pois Hitler acabou aguardando um desembarque aliado no norte do Adriático e desviou recursos importantes para a área. Em vez de desembarques, os aliados concordaram em fornecer às unidades terrestres de Tito apoio aéreo e logístico, criando a Força Aérea dos Balcãs. 
A maior operação combinada liderada pelos britânicos no leste do Adriático, com o codinome Operação Antagonise, em dezembro de 1944, tinha como objetivo capturar a ilha de Lošinj, onde os alemães mantinham barcos elétricos e (possivelmente) submarinos de bolso. Foi executado apenas parcialmente, uma vez que o comandante-chefe da Marinha partidária, Josip Černi, recusou-se a entregar as suas tropas para a operação de desembarque.  Em vez disso, um grupo de contratorpedeiros e MTBs bombardearam as posições de armas alemãs e 36 Bristol Beaufighters da Força Aérea Sul-Africana atacaram as instalações da base naval com projéteis de foguete RP-3 de 3 polegadas (76 mm).  Como os ataques se mostraram ineficazes em impedir as actividades alemãs, repetiram-se também nos primeiros meses de 1945. 

## Operações navais finais
No final de outubro de 1944, os alemães ainda tinham cinco torpedeiros TA (TA20, TA40, TA41, TA44 e TA45) e três corvetas (UJ205, UJ206 e TA48) no Adriático. Em 1º de janeiro de 1945, havia quatro contratorpedeiros alemães operando no norte do Adriático ( TA40, TA41, TA44 e TA45 ) e três corvetas U-Boot Jäger (UJ205, UJ206 e TA48). Mesmo em 1º de abril, TA43, TA45 e UJ206 estavam em serviço e disponíveis para lutar. Aviões aliados afundaram quatro no porto (em Fiume e Trieste) em março e abril, o MTB britânico torpedeou o TA45 em abril. 
As últimas operações da marinha alemã envolveram a evacuação de tropas e pessoal da Ístria e Trieste antes do avanço dos iugoslavos, o que ocorreu em maio de 1945. Estima-se que uma força inimiga de 4.000 homens desembarcou, composta por 26 navios de todos os tipos, na foz do Rio Tagliamento, em Lignano Sabbiadoro. A área é uma enorme língua de areia que deságua em uma grande lagoa e, em sua extremidade sul, o Rio Tagliamento deságua no mar. Os alemães evacuaram Trieste para escapar do exército iugoslavo. Os alemães estavam protegidos por embarcações navais que detinham três MTBs britânicos, que não conseguiam chegar perto o suficiente para usar seus canhões de forma eficaz. Havia cerca de 6.000 deles e seus equipamentos incluíam E-boats, LSTs, um pequeno navio-hospital, todos os tipos de transporte e uma variedade de armas. O 21º Batalhão da 2ª Divisão da Nova Zelândia estava em menor número por 20 para um, mas no final os alemães se renderam em 4 de maio de 1945.  Outros já haviam se rendido às tropas britânicas em navios alemães que chegaram da Ístria a Ancona em 2 de maio. Fontes britânicas escreveram que havia cerca de 30 barcos, mas nenhum registro exato é mencionado.